# Nikołaj Fiedianin
Nikołaj Dmitrijewicz Fiedianin (ros. Николай Дмитриевич Федянин, ur. 19 listopada 1956 we wsi Zadubrowka w obwodzie kemerowskim) – radziecki i rosyjski polityk, mer Taganrogu (2003-2012).

## Życiorys
W 1978 ukończył Rostowski Instytut Budowy Maszyn Rolniczych, potem pracował w fabryce kombajnów w Taganrogu, od 1981 był członkiem KPZR. Od 1986 funkcjonariusz partyjny, 1990-1991 członek KC KPZR, 1987-1991 sekretarz Komitetu Partyjnego Zjednoczenia Produkcyjnego "Taganroska Fabryka Kombajnów". Od 30 stycznia 2001 kierował administracją Taganrogu, 29 czerwca 2003 wybrany merem Taganrogu (do 2012). Prezes FK Taganrog. Odznaczony Orderem Przyjaźni (2006) i Medalem „Za pracowniczą dzielność”.